# Nodoprosopidae
Nodoprosopidae is een uitgestorven familie van de superfamilie Glaessneropsoidea uit de infraorde krabben en omvat slechts één geslacht:
- Nodoprosopon  †  Beurlen, 2009